# MYこれ!クション 工藤静香BEST
『MYこれ!クション 工藤静香BEST』（マイコレクション くどうしずかベスト）は、工藤静香の非公認ベスト・アルバム。2001年12月5日発売。発売元はポニーキャニオン。
本項では、ポニーキャニオンから発売されたシリーズベスト・アルバム、『Myこれ!Lite 工藤静香』についても記述する。

## 解説
ポニーキャニオンから単独でシリーズ化されている『MYこれ!クション』の1作。
1987年のソロ・デビュー曲から1997年まで、10年間にリリースしたシングルから代表曲を収録した廉価盤ベスト。
1988年から1994年まで、7回連続出演した『NHK紅白歌合戦』の歌唱曲が網羅されている。第49回（1998年）歌唱曲の「きらら」は未収録。
デジタルリマスターが実施され、音質が向上した。
同時に「おニャン子クラブ」と、関連歌手「うしろゆびさされ組」「うしろ髪ひかれ隊」のベストも発売された。
2007年、当ベスト盤の楽曲をすべて収録・格段に音質が向上したソロ・デビュー20周年記念の2枚組ベスト『Shizuka Kudo 20th Anniversary the Best』（2007年8月29日）が発売された。こちらは工藤サイド公認アイテム。

## 収録曲
特記以外　作曲・編曲:後藤次利
1. 禁断のテレパシー　（3:47）
  - 作詞:秋元康
  - ソロデビュー・シングル。
2. 抱いてくれたらいいのに　（5:07）
  - 作詞:松井五郎
3. FU-JI-TSU　（3:47）
  - 作詞:中島みゆき
  - 初めて作家に中島みゆきを起用したシングル
4. MUGO・ん…色っぽい　（3:54）
  - 作詞:中島みゆき
  - 第39回NHK紅白歌合戦 歌唱曲
  - カネボウ化粧品'88秋のキャンペーン・ソング
5. 恋一夜　（4:32）
  - 作詞:松井五郎
  - 第40回NHK紅白歌合戦 歌唱曲
6. 嵐の素顔　（3:32）
  - 作詞:三浦徳子
7. 黄砂に吹かれて　（3:51）
  - 作詞:中島みゆき
  - TBS系音楽番組『ザ・ベストテン』の最終回第1位を獲得
  - 太陽誘電 コマーシャルソング
8. くちびるから媚薬　（3:57）
  - 作詞:松井五郎　編曲:Draw4
  - 第41回NHK紅白歌合戦 歌唱曲
9. 千流の雫　（4:42）
  - 作詞:愛絵里　編曲:Draw4
  - 太陽誘電 コマーシャルソング
10. ぼやぼやできない　（3:40）
  - 作詞:松井五郎
11. メタモルフォーゼ　（4:16）
  - 作詞:松井五郎
  - 第42回NHK紅白歌合戦 歌唱曲
  - フジテレビ系ドラマ『なんだらまんだら』主題歌
12. めちゃくちゃに泣いてしまいたい　（4:59）
  - 作詞:松井五郎
  - 第43回NHK紅白歌合戦 歌唱曲
13. 慟哭　（4:48）
  - 作詞:中島みゆき
  - 第44回NHK紅白歌合戦 歌唱曲
  - フジテレビ系月9ドラマ『あの日に帰りたい』主題歌
14. Blue Rose　（4:41）
  - 作詞:愛絵里　作曲:都志見隆　編曲:澤近泰輔
  - 第45回NHK紅白歌合戦 歌唱曲
15. Ice Rain　（6:03）
  - 作詞:愛絵里　作曲:都志見隆、編曲:澤近泰輔
16. Blue Velvet　（3:54）
  - 作詞:愛絵里　作曲・編曲:はたけ
  - フジテレビ系アニメ『ドラゴンボールGT』エンディング・テーマ

## Myこれ!Lite 工藤静香

### 概要
2010年5月19日発売。発売元はポニーキャニオン。
ポニーキャニオンから『MYこれ!Lite』シリーズの1作として発売された。前述の『MYこれ!クション』とは10曲が重複する。

### 収録曲
特記以外　作曲・編曲:後藤次利
1. 禁断のテレパシー　（3:47）
  - 作詞:秋元康
2. Again　（4:14）
  - 作詞:秋元康
  - 『MYこれ!クション』未収録
3. 抱いてくれたらいいのに　（5:07）
  - 作詞:松井五郎
4. FU-JI-TSU　（3:47）
  - 作詞:中島みゆき
5. MUGO・ん…色っぽい　（3:54）
  - 作詞:中島みゆき
6. 恋一夜　（4:32）
  - 作詞:松井五郎
7. 嵐の素顔　（3:32）
  - 作詞:三浦徳子
8. 黄砂に吹かれて　（3:51）
  - 作詞:中島みゆき
9. くちびるから媚薬　（3:57）
  - 作詞:松井五郎　編曲:Draw4
10. メタモルフォーゼ　（4:16）
  - 作詞:松井五郎
11. 慟哭　（4:48）
  - 作詞:中島みゆき
12. 激情　（4:38）
  - 作詞・作曲:中島みゆき　編曲:瀬尾一三
  - 『MYこれ!クション』未収録

## 関連作品
- MYこれ!クション おニャン子クラブBEST
  - 1980年代の全シングルA面のほか、『会員番号の唄』も3パターンを収録。
- MYこれ!クション うしろゆびさされ組BEST
  - 全6枚のシングルA面/B面のほか、アルバムからの楽曲も収録。
- MYこれ!クション うしろ髪ひかれ隊BEST
  - 全5枚のシングルA面/B面のほか、メンバー3人それぞれのソロ楽曲も収録。